# Manuel Forcadela
Manuel Forcadela (pseudònim de Manuel Santiago Fernández Álvarez, Tomiño, 1958) és un poeta gallec.
Doctor en filologia, catedràtic de llengua i literatura gallegues en l'ensenyament secundari i professor associat a la Universitat de Vigo. Com a estudiós de la literatura ha publicat les obres següents: A harpa e a terra. Unha visión da poesía lírica de Eduardo Pondal (1988), Guía de lectura de A Esmorga (1991); Manual e Escolma da Nova Narrativa Galega (1993); A poesía de Eduardo Pondal (1994), l'edició crítica de la Poesía d'Eduardo Pondal (1988) i A poesía galega de posguerra (1997). Com a poeta ha publicat Ferida acústica de río (1982), Premi Celso Emilio Ferreiro; O regreso das ninfas (1985); O varredor en outono (1987), Premi Leliadoura; Nausícaa (1992); Profecía (1993); Morte do fadista (2000), Premi Espiral Maior; Refutación da Musa (2001), Premi de l'Aula de Poesia de Barcelona. La seva obra narrativa es compon dels títols següents: Paisaxe con muller e barco (1990), Premi de Novel·la García Barros; Sangue sobre a neve (1990); Barato, barato (1991); Contos interruptus (1992); Fóra de xogo (1993); Anxélica (1994); A equipaxe do azar (1994), i A armada invencible (1996).